# Globba rahmanii
Globba rahmanii är en enhjärtbladig växtart som beskrevs av Yusof. Globba rahmanii ingår i släktet Globba och familjen Zingiberaceae.
Artens utbredningsområde är Bangladesh. Inga underarter finns listade i Catalogue of Life.